# مارثا لورنس رامزي
مارثا لورنس رامزي (بالإنجليزية: Martha Laurens Ramsay)‏ هي كاتبة مذكرات ومؤرخة أمريكية، ولدت في 3 نوفمبر 1759 في تشارلستون في الولايات المتحدة، وتوفيت في 10 يونيو 1811.